# Brilliant Live Adventures
Brilliant Live Adventures [1995–1999], meestal verkort naar Brilliant Live Adventures, is een boxset van de Britse muzikant David Bowie. De boxset bestaat uit zes livealbums, die tussen 1995 en 1999 werden opgenomen tijdens de tournees voor de albums 1. Outside, Earthling en 'hours...'. Tussen 30 oktober 2020 en 2 april 2021 werden al deze albums al individueel uitgebracht. De boxset is vernoemd naar het nummer "Brilliant Adventure", dat in 1999 op het album 'hours...' verscheen.
In oktober 2020 werd een reeks van zes livealbums van Bowie aangekondigd door platenlabel Parlophone. De zes albums zouden individueel worden uitgebracht en zouden samen de boxset vormen. De eerste drie albums werden eind 2020 uitgebracht, de overige drie verschenen begin 2021. Sommige albums waren eerder al te beluisteren op streamingdiensten.

## Ouvrez le Chien (Live Dallas 95)

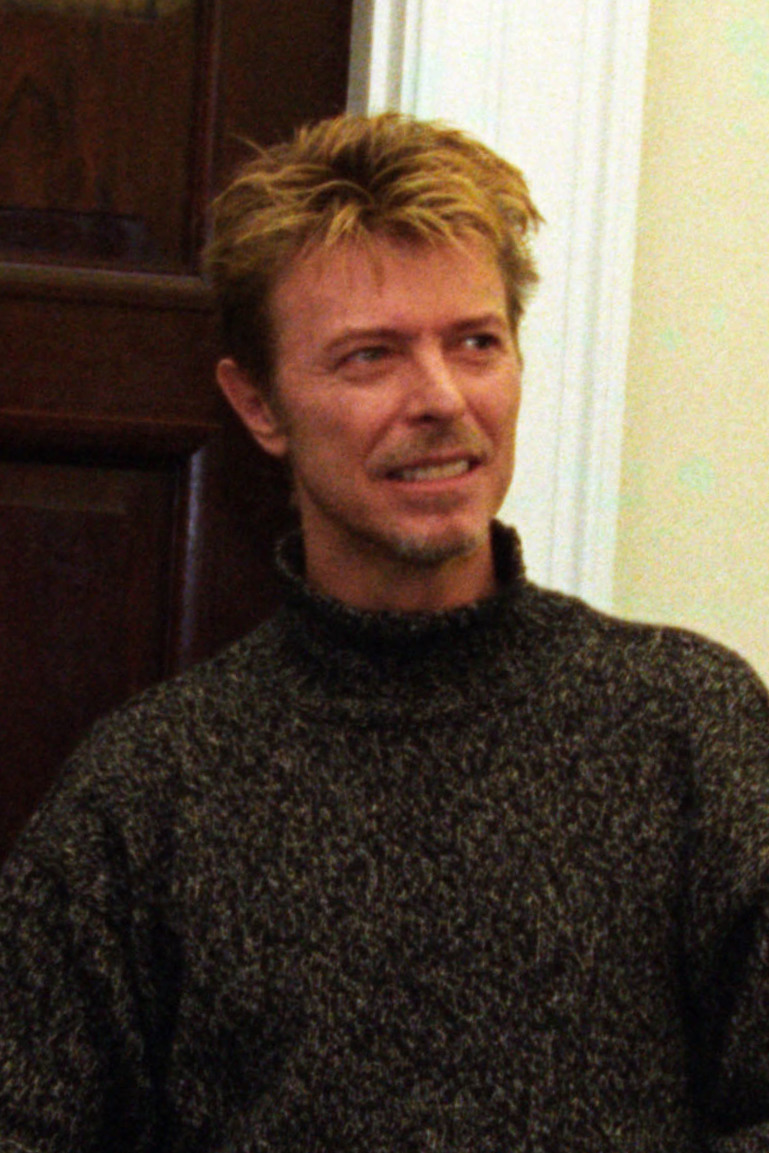
Bowie in 1995

De cd- en vinylversies van Ouvrez le Chien werden op 30 oktober 2020 uitgebracht als het eerste album uit de reeks van zes. Het album was echter sinds 3 juli 2020 al beschikbaar op streamingdiensten. Het album werd op 13 oktober 1995 opgenomen in het Starplex Amphitheatre in Dallas tijdens de Outside Tour. Het album bevat niet het complete concert. De nummers "Subterraneans", "Scary Monsters (and Super Creeps)", "Reptile", "Hallo Spaceboy" en "Hurt" kwamen niet op de cd terecht; Bowie speelde "Hurt" tijdens het concert met de originele artiest Nine Inch Nails. De titel "Ouvrez le Chien" is afkomstig uit de tekst van het nummer "All the Madmen" uit 1970 en wordt herhaald in "The Buddha of Suburbia" uit 1993. Een bord met deze tekstregel hing tijdens de tournee boven het podium.

## No Trendy Réchauffé (Live Birmingham 95)
Op 9 november 2020 werd het tweede livealbum No Trendy Réchauffé aangekondigd. Op 20 november werd het album uitgebracht op cd en vinyl, maar op 12 maart 2021 was het pas beschikbaar op streamingdiensten. Het album werd op 13 december 1995 opgenomen tijdens de Big Twix Mix Show in hal 5 van het National Exhibition Centre in Birmingham, een van de shows van de Outside Tour. De titel "No Trendy Réchauffé" is afkomstig uit de tekst van het nummer "Strangers When We Meet" uit 1993.

## LiveAndWell.com

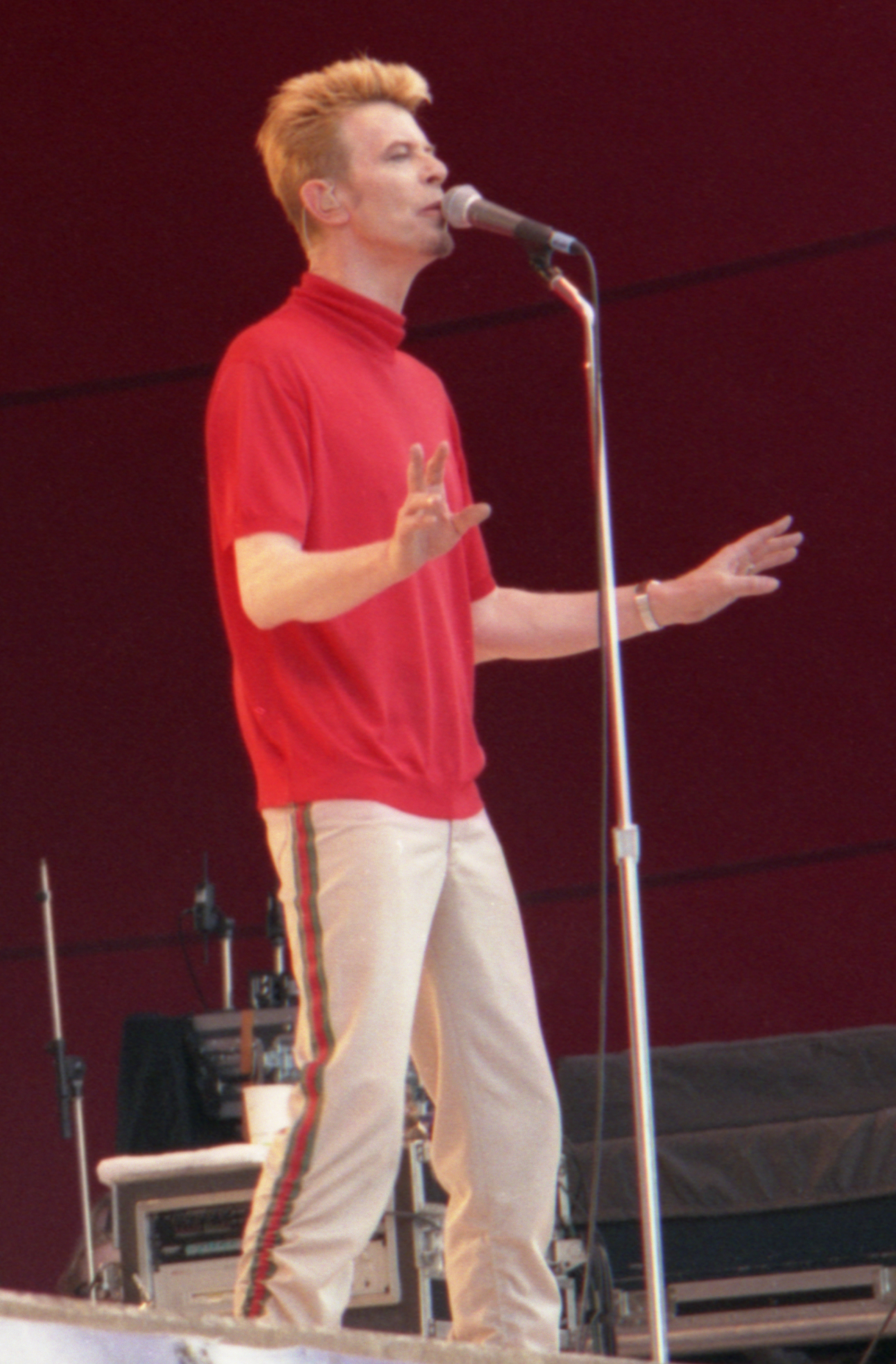
Bowie tijdens de Earthling Tour in 1997

Het derde album is een heruitgave van LiveAndWell.com uit 1999. Op 15 januari 2021 werd het uitgebracht op cd en vinyl. Op het album zijn nummers te vinden die Bowie in de Earthling Tour speelde en zijn opgenomen tijdens verschillende concerten. Het is de vierde keer dat dit album was uitgebracht. In 1999 werd het album weggegeven aan abonnees van BowieNet. In 2000 werd het album opnieuw uitgebracht en werden er vier remixen toegevoegd. Op 15 mei 2020 werd het album uitgebracht op streamingdiensten, waarbij de remixen zijn weggelaten; de remix van "Fun" werd echter wel uitgebracht als alleenstaande downloadsingle. Op deze uitgave, de vierde uitgave, zijn de remixen ook niet te vinden.

## Look at the Moon! (Live Phoenix Festival 97)
Het vierde album, Look at the Moon!, werd uitgebtracht op 12 februari 2021. Het album werd op 20 juli 1997 opgenomen op het Phoenix Festival in Stratford-upon-Avon tijdens de Earthling Tour. Op het album is voor het eerst Bowie's cover van "O Superman" van Laurie Anderson te vinden, die wordt gezongen door bassiste Gail Ann Dorsey.

## Something in the Air (Live Paris 99)
Het vijfde album, Something in the Air, was al vanaf 14 augustus 2020 beschikbaar op streamingdiensten. Pas op 12 maart 2021 werd het uitgebracht op cd en vinyl. Het album werd op 14 oktober 1999 opgenomen in het Élysée Montmartre in Parijs tijdens de Hours Tour. Het album is vernoemd naar het nummer "Something in the Air", dat in 1999 op het album 'hours...' verscheen.

## David Bowie at the Kit Kat Klub (Live New York 99)
David Bowie at the Kit Kat Klub (Live New York 99) was het laatste album in de reeks en werd op 2 april 2021 uitgebracht. Het album werd op 19 november 1999 opgenomen tijdens het concert dat Bowie gaf in de Kit Kat Klub in New York tijdens de Hours Tour. Bij dit concert waren enkel genodigden en winnaars van prijsvragen aanwezig. Op 7 december 1999 werd het concert op internet gestreamd, en op dezelfde dag werd het tevens uitgezonden op de Amerikaanse radio. Enkele maanden later werd een promotionele cd uitgebracht met twaalf nummers die tijdens de show werden gespeeld. Drie nummers - "Seven", "Something in the Air" en "The Pretty Things Are Going to Hell" - verschenen in 2000 op de cd-single van "Seven". De promotionele cd was ook de bron voor deze uitgave van het album en bevat dus niet het complete concert. Vijf nummers die werden gespeeld, kwamen niet op het album terecht. Dit zijn "Drive-In Saturday", "Cracked Actor", "Ashes to Ashes", "Repetition" en "Rebel Rebel".